# May J.
May Hashimoto (jap. 橋本 芽生 Hashimoto Mei; ur. 20 czerwca 1988 w Tokio) – japońska piosenkarka, lepiej znana jako May J. Jest prowadzącą programu muzycznego stacji NHK J-Melo.

## Biografia
May urodziła się w Tokio a wychowywała w Jokohamie. Jej ojcem jest Japończyk a matka iranką. 
Litera "J" w jej pseudonimie pochodzi z drugiego imienia "Jamileh". Debiutowała z wytwórni Ki/oon Music (Sony Music Entertainment Japan) w 2006 roku mini albumem "ALL MY GIRLS".
5 grudnia 2007 roku został wydany jej pierwszy album "Baby Girl".
W październiku 2008 roku została współ prowadzącą programu muzycznego NHK J-Melo. Wspólnie z Shanti Snyder. W marcu 2010 r., stała się jedynym gospodarzem programu.
6 marca 2009 r., wytwórnia Rhythm Zone otworzyła nową oficjalną stronę May J. potwierdzając opuszczenie Sony, i dołączenie do podgrupy Avex Trax. 23 maja 2009 r., głoszono jej drugi album "Family", z singlem Garden. Album znalazł się na # 4 miejscu Oriconu w tygodniowym wykresie.
Jej trzeci pełny album zatytułowany "For You" został wydany 17 lutego 2010 roku. A jej pierwsza solowa trasa koncertowa, trwająca dziesięć tygodni obejmowała 40 koncertów, zakończyła się koncertem w Tokyo Shibuya AX 23 maja 2010 r. A 24 listopada 2010 roku wydała mini-album pod tytułem Believin ... jako preludium do czwartego pełnego albumu " Colors", wydanego 26 stycznia 2011 roku.
W 2012 roku May J. nagrała piosenkę "Back to Your Heart" z kanadyjskim piosenkarzem Danielem Powterem. W styczniu wydała piąty album "SECRET DIARY" a w grudniu szósty "Brave".
Po kilku mniej udanych albumach, w końcu wydała w 2013 roku swój pierwszy album kompilacyjny zatytułowany "May J. BEST 7 Years Collection". Płyta znalazła się na japońskich listach Oriconu przez ponad 25 tygodni, przez co stała się jej pierwszym albumem z tak długim pobytem na japońskich listach przebojów. Album sprzedano w ponad 40 000 egzemplarzy, co czyni go najbardziej udanym albumem od Family z 2009 roku. W październiku został również wydany mini album "Love Ballad".
May J. śpiewa końcową wersję tytułowego utworu "Let It Go" w japońskim wersji filmu animowanego Kraina lodu, który to utwór trafił na #8 miejsce w Japan Hot 100, po japońskim wydaniu filmu w marcu 2014 roku. Również w 2014 r., został wydany siódmy album "Imperfection".
W 2015 roku zostało wydane DVD i Blu-Ray "May J. Budokan Live 2015 Live to the Future".
W 2016 roku został wydany mini album "Christmas Songs" ze świątecznymi piosenkami.
W 2017 roku wydano "Best of Duets" May J. śpiewa wszystkie piosenki w duecie między innymi z takimi wykonawcami jak, Zeebra, T.M.Revolution, VI (BIGBANG), Daniel Powter, URATA NAOYA (AAA). Oraz ósmy album "Futuristic".
W 2018 roku został wydany cyfrowy singel "Kizuna Infinity / Hero". Piosenka "Kizuna Infinity" została użyta w filmie "Ultraman Geed the Movie" a piosenka "Hero" w "Ultraman Orb: The Chronicle".

## Dyskografia

### Albumy Studyjne
- 2007: Baby Girl
- 2009: FAMILY
- 2010: for you
- 2011: Colors
- 2012: Secret Diary
- 2012: Brave
- 2014: Imperfection
- 2017: Futuristic

### Mini-Albums
- 2006: ALL MY GIRLS
- 2010: Believin'...
- 2013: Love Ballad
- 2016: Christmas Songs